# Mỹ Lâm (phường)
Mỹ Lâm là một phường thuộc tỉnh Tuyên Quang, Việt Nam.

## Địa lý
Phường Mỹ Lâm nằm ở phía tây thành phố Tuyên Quang, có vị trí địa lý:
- Phía tây giáp huyện Yên Sơn
- Các phía còn lại giáp xã Kim Phú.

Phường Mỹ Lâm có diện tích 13,33 km², dân số năm 2022 là 6.635 người, mật độ dân số đạt 497 người/km².

## Hành chính
Phường Mỹ Lâm được chia thành 9 tổ dân phố: 1, 2, 3, 4, 5, 6, 7, 8, 9.

## Lịch sử
Địa bàn phường Mỹ Lâm trước đây vốn là một phần xã Phú Lâm thuộc huyện Yên Sơn.
Ngày 27 tháng 12 năm 1975, Quốc hội ban hành Nghị quyết về việc thành lập tỉnh Hà Tuyên trên cơ sở tỉnh Tuyên Quang và tỉnh Hà Giang. Khi đó, xã Phú Lâm thuộc huyện Yên Sơn, tỉnh Hà Tuyên.
Ngày 12 tháng 8 năm 1991, Quốc hội ban hành Nghị quyết về việc chia tỉnh Hà Tuyên thành tỉnh Tuyên Quang và tỉnh Hà Giang. Khi đó, xã Phú Lâm thuộc huyện Yên Sơn, tỉnh Tuyên Quang.
Ngày 15 tháng 7 năm 1999, Chính phủ ban hành Nghị định số 56/1999/NĐ-CP về việc sáp nhập một phần dân cư của thị trấn nông trường Tháng 10 vào xã Phú Lâm.
Tính đến ngày 31 tháng 12 năm 2010, xã Phú Lâm có 25 thôn: 12, 17, 18, 19, Cam Lâm, Cây Trám, Đát Khế, Đát Nước Nóng, Đồng Xung, Gò Danh, Hang Hươu, Kim Phú, Lâm Nghiệp, Ngòi Khế, Ngòi Xanh 1, Ngòi Xanh 2, Nước Nóng, Ô Rô, Phú Lâm, Suối Khoáng, Tân Lập, Tiền Phong, Vực Vại 1, Vực Vại 2, Vực Vại 3.
Ngày 19 tháng 3 năm 2019, HĐND tỉnh Tuyên Quang ban hành Nghị quyết số 02/NQ-HĐND về việc:
- Sáp nhập thôn Ô Rô vào Thôn 18.
- Thành lập thôn Ngòi Xanh trên cơ sở thôn Ngòi Xanh 1 và thôn Ngòi Xanh 2.
- Sáp nhập Thôn 19 vào thôn Tân Lập.
- Thành lập thôn Vực Vại trên cơ sở 3 thôn: Vực Vại 1, Vực Vại 2, Vực Vại 3.

Xã Phú Lâm có 20 thôn: 12, 17, 18, Cam Lâm, Cây Trám, Đát Khế, Đát Nước Nóng, Đồng Xung, Gò Danh, Hang Hươu, Kim Phú, Lâm Nghiệp, Ngòi Khế, Ngòi Xanh, Nước Nóng, Phú Lâm, Suối Khoáng, Tân Lập, Tiền Phong, Vực Vại.
Ngày 21 tháng 11 năm 2019, Ủy ban Thường vụ Quốc hội ban hành Nghị quyết số 816/NQ-UBTVQH14 về việc sắp xếp các đơn vị hành chính cấp huyện, cấp xã thuộc tỉnh Tuyên Quang (nghị quyết có hiệu lực từ ngày 1 tháng 1 năm 2020). Theo đó:
- Sáp nhập toàn bộ 37,99 km² diện tích tự nhiên và dân số 10.598 người của xã Phú Lâm vào thành phố Tuyên Quang.
- Điều chỉnh 19,20 km² diện tích tự nhiên và 3.180 người của xã Phú Lâm vào xã Kim Phú.
- Thành lập phường Mỹ Lâm thuộc thành phố Tuyên Quang trên cơ sở toàn bộ 18,79 km² diện tích tự nhiên và 7.418 người còn lại của xã Phú Lâm.

Ngày 4 tháng 4 năm 2020, UBND tỉnh Tuyên Quang ban hành Quyết định số 307/QĐ-UBND về việc:
- Chuyển Thôn 12 thành tổ dân phố 12.
- Chuyển Thôn 17 thành tổ dân phố 17.
- Chuyển Thôn 18 thành tổ dân phố 18.
- Chuyển thôn Cây Trám thành tổ dân phố Cây Trám.
- Chuyển thôn Đát Nước Nóng thành tổ dân phố Đát Nước Nóng.
- Chuyển thôn Hang Hươu thành tổ dân phố Hang Hươu.
- Chuyển thôn Kim Phú thành tổ dân phố Kim Phú.
- Chuyển thôn Lâm Nghiệp thành tổ dân phố Lâm Nghiệp.
- Chuyển thôn Ngòi Xanh thành tổ dân phố Ngòi Xanh.
- Chuyển thôn Nước Nóng thành tổ dân phố Nước Nóng.
- Chuyển thôn Phú Lâm thành tổ dân phố Phú Lâm.

Phường Mỹ Lâm có 11 tổ dân phố: 12, 17, 18, Cây Trám, Đát Nước Nóng, Hang Hươu, Kim Phú, Lâm Nghiệp, Ngòi Xanh, Nước Nóng, Phú Lâm.
Ngày 5 tháng 9 năm 2020, HĐND tỉnh Tuyên Quang ban hành Nghị quyết số 34/NQ-HĐND về việc:
- Thành lập tổ dân phố 1 trên cơ sở tổ dân phố Kim Phú.
- Thành lập tổ dân phố 2 trên cơ sở tổ dân phố Ngòi Xanh.
- Thành lập tổ dân phố 3 trên cơ sở tổ dân phố 12 và tổ dân phố Phú Lâm.
- Thành lập tổ dân phố 4 trên cơ sở tổ dân phố 17.
- Thành lập tổ dân phố 5 trên cơ sở tổ dân phố Cây Trám.
- Thành lập tổ dân phố 6 trên cơ sở tổ dân phố Nước Nóng.
- Thành lập tổ dân phố 7 trên cơ sở tổ dân phố Đát Nước Nóng và tổ dân phố Lâm Nghiệp.
- Thành lập tổ dân phố 8 trên cơ sở tổ dân phố 18.
- Thành lập tổ dân phố 9 trên cơ sở tổ dân phố Hang Hươu.

Phường Mỹ Lâm có 9 tổ dân phố: 1, 2, 3, 4, 5, 6, 7, 8, 9.